# Wilburgstetten
Wilburgstetten è un comune tedesco di 2 117 abitanti, situato nel land della Baviera.